# Minsk (015)
O Minsk foi o segundo porta-aviões da Classe Kiev. Serviu a Marinha Russa entre 1975 e 1993. Os navios desta classe são híbridos entre cruzador lança-mísseis e porta-aviões, possuem mísseis anti-superfície compensando a pequena quantidade de aeronaves que carregam. Além disso, não possuíam catapultas, operando apenas helicópteros e aviões V/STOL, que carregam menor quantidade de armas. O grupamento aéreo era formado por aeronaves V/STOL Yak-141 e helicópteros Ka-27.